# 29-я добровольческая пехотная дивизия СС «РОНА» (1-я русская)
29-я доброво́льческая пехо́тная диви́зия СС «РОНА» (1-я ру́сская) (нем. 29. Waffen-Grenadier-Division der SS «RONA» (russische Nr. 1)) — тактическое соединение войск СС нацистской Германии. Одна из дивизий СС, созданная 1 августа 1944 г., из бригады «РОНА» Каминского.
Первый командир — бригадефюрер СС Каминский. После потери командира и жестоких боёв с восставшими и партизанами, в октябре 1944 была отправлена на переформирование. Вскоре была расформирована, а её личный состав вошёл в бригаду Дирлевангера и войска РОА. В середине марта 1945 под тем же номером (№ 29) была создана 29-я добровольческая пехотная дивизия СС «Италия».
Дивизия была сформирована на основе штурмовой бригады СС «РОНА» (нем. Waffen-Sturmbrigade der SS RONA), появившейся в июле 1944 г. путём переименования «народной Брига́ды Ками́нского» (нем. Volksheer-Brigade Kaminski), которая в свою очередь в марте 1944 г. была создана из «Ру́сской освободи́тельной наро́дной армии» Локотского самоуправления. Части дивизии успешно участвовали в подавлении Варшавского и Словацкого восстаний, а также в борьбе с партизанами и польскими частями.

## История появления

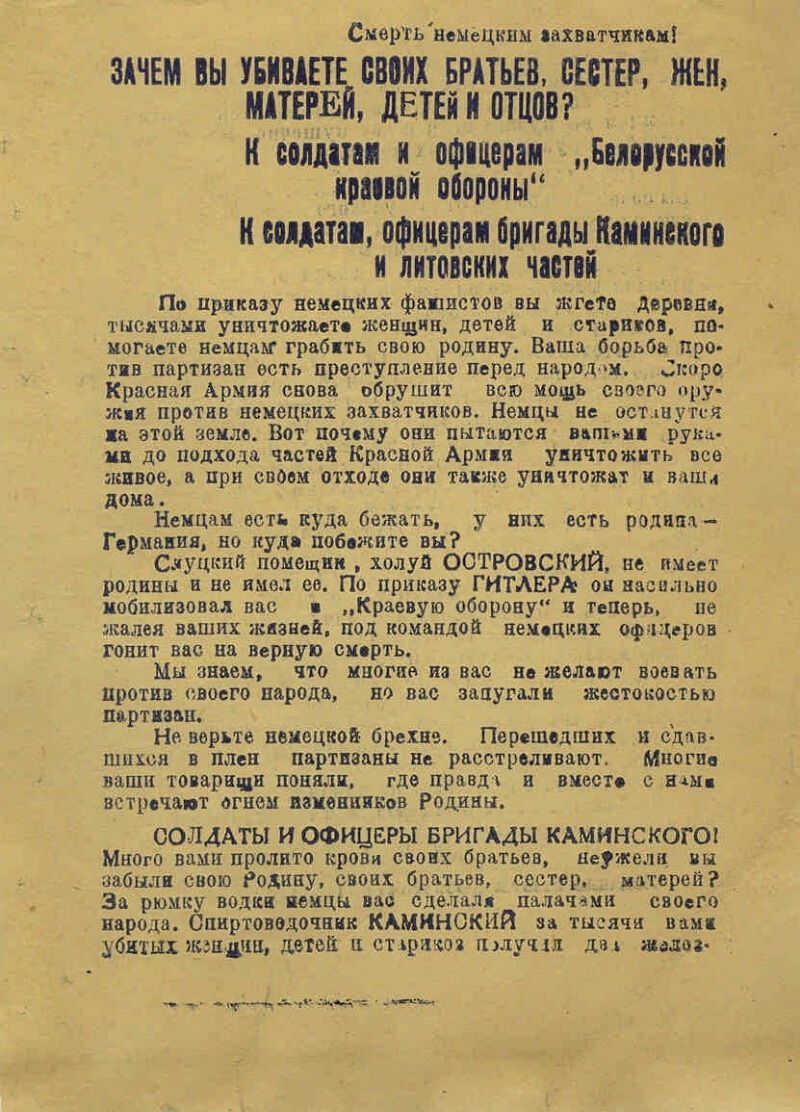
Советская листовка с упоминанием «слуцкого помещика, холуя Островского» и «спиртоводочника Каминского»

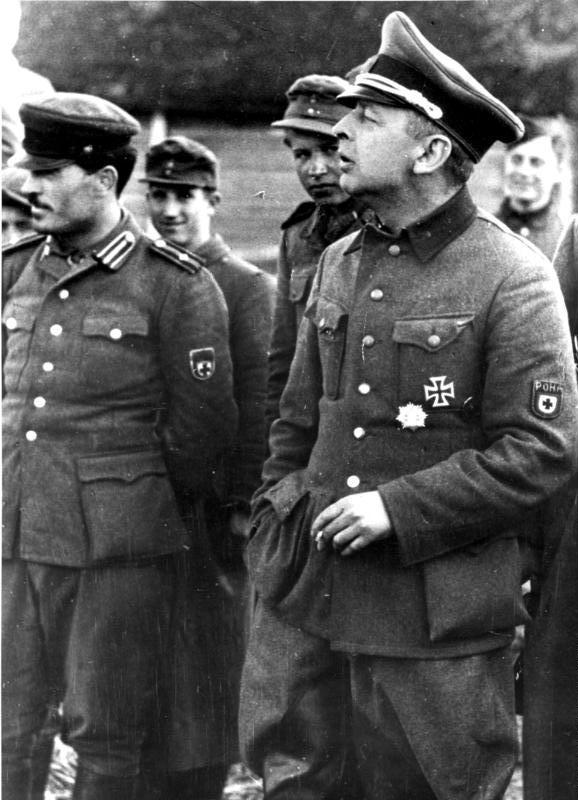
Весна 1944 года, Белоруссия, Каминский среди своего персонала

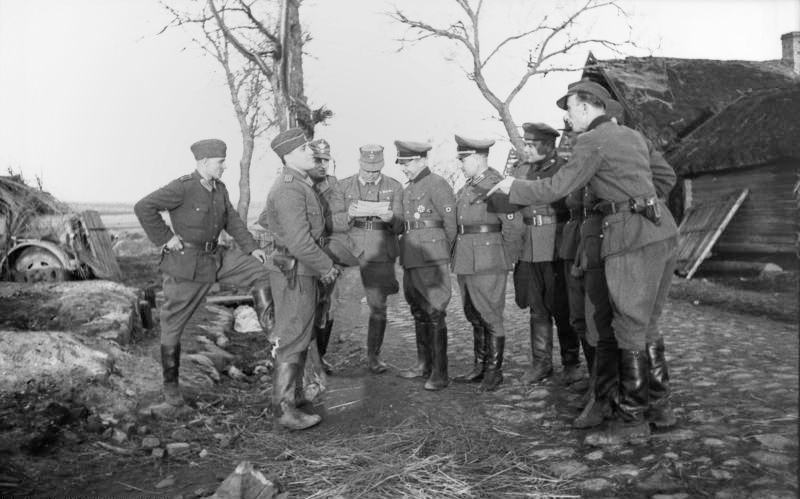
21 марта 1944 г., Белоруссия. Антипартизанская операция. Бронислав Каминский с группой членов своего штаба и сотрудников полиции порядка.

Ещё до того, как Локотское самоуправление оказалось на территории, освобождённой советскими войсками, Бронислав Каминский со своей «Ру́сской освободи́тельной наро́дной а́рмией» перебрался в район Лепеля (Белоруссия). В начале весны 1943 г. РОНА участвовала в боях и с регулярной Красной Армией. Части РОНА понесли большие потери в Севской операции советских войск в марте 1943 года. В тыл к немцам прорвался 2-й гвардейский кавалерийский корпус генерал-майора В. В. Крюкова. РОНА вела с ним тяжёлые бои 2-4 марта в районе Топоричный-Радование-Вадышь-Козловский. 26 августа 1943 г. части РОНА были эвакуированы по железной дороге. В это время 4 стрелковый полк РОНА, выделенный для прикрытия Севского направления, вёл бои с наступающими частями Красной Армии. Полк в течение восьми часов удерживал Севск, но попал в окружение в результате отсекающего танкового удара, был полностью уничтожен. Численность всех, кто ушёл вместе с силами РОНА, включая членов их семей, насчитывала, по разным данным, 10500—15000 человек.
В марте 1944 года подразделение было переименовано в Народно-армейскую Бригаду Каминского (нем. Volksheer-Brigade Kaminski), а уже в июле она пополнила ряды СС под наименованием Ваффен-Штурмовой бригады СС РОНА (нем. Waffen-Sturmbrigade der SS RONA), комбриг получает звание бригадефюрера.
Личный состав вооружённого формирования, носившего различные названия, в 1942—1944 совершил ряд военных преступлений в отношении гражданского населения.

## Участие в боевых действиях против партизан
Формирования РОНА были активно задействованы в боевых действиях против советских партизан.
В августе 1943 года 4-й батальон РОНА прибыл для усиления полицейского гарнизона в деревне Оболь и охраны моста на шоссе Сенно — Богушевск через реку Оболянка. На левом берегу реки был разбит палаточный лагерь и установлены две полевые кухни, на позициях у моста началось рытьё траншей, установка заграждений из колючей проволоки, строительство дзотов (на земляные работы и боронование местности были согнаны 40 местных жителей). После проведения разведки, 25 августа 1943 года советские партизаны из 1-го отряда «Прогресс» атаковали лагерь РОНА в момент, когда большая часть личного состава купалась в реке. В результате боя батальон был разгромлен, потери РОНА составили 35 чел. убитыми и 52 пленными, партизаны захватили три 45-мм противотанковые пушки, 3 миномёта, 7 пулемётов, стрелковое оружие (рядовые были вооружены винтовками, а у офицеров были пистолеты и автоматы), боеприпасы, униформу, продовольствие, батальонный санпункт, 20 лошадей, 10 велосипедов, и также было захвачено 122-мм орудие (из которого партизаны обстреляли Богуславку, а затем орудие взорвали). Потери партизан составили 2 человек ранеными.
В 1944 году в составе боевой группы под командованием генерального комиссара генерального округа Беларусь группенфюрера войск СС генерал-лейтенанта полиции фон Готтберга (нем. SS-Kampfgruppe von Gottberg) бригада была задействована в карательных операциях «Regenschauer», «Fruhlingsfest» («Весенний праздник»), по результатам которых заявлено о ликвидации 7011 партизан, и «Kormoran» — заявлено о ликвидации 7697 партизан.

## Участие в подавлении Варшавского восстания 1944

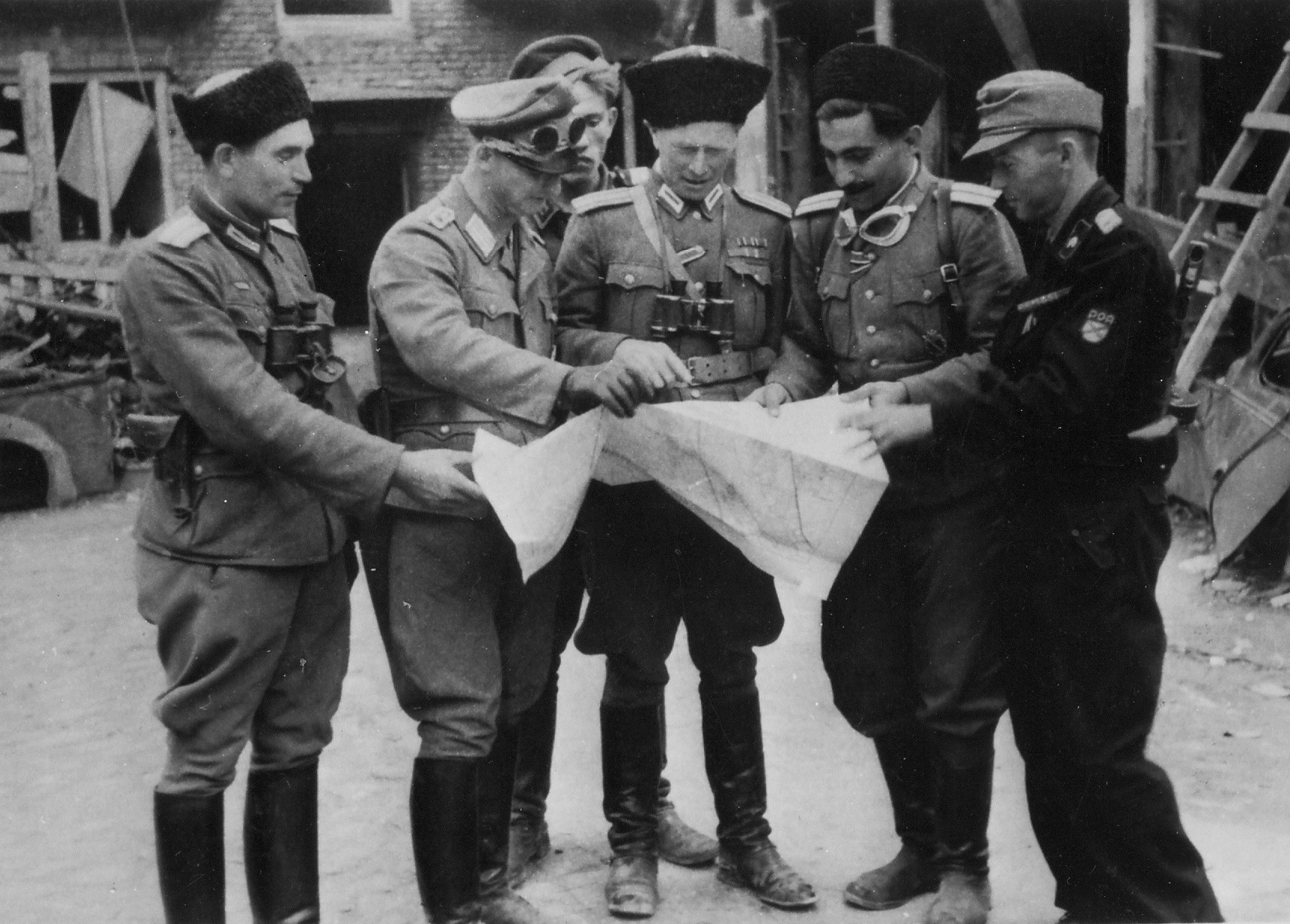
Командующий офицер — майор Иван Фролов (в центре) с офицерами РОНА во время Варшавского восстания 1944 года. Офицер справа от Ивана Фролова — лейтенант Михальчевский. Человек справа с нашивкой РОА — Михаил Октан, пропагандист, редактор оккупационных газет и де-факто руководитель оккупированного Орла.

1 августа 1944 Армия Крайова подняла восстание в Варшаве. На подавление восстания были брошены не задействованные в тот момент части, объединённые в корпусную группу под командованием обергруппенфюрера СС, генерала войск СС и полиции Эриха фон дем Бах-Залевски. Отряд Каминского вошёл в состав боевой группы в подчинении группенфюрера СС, генерал-лейтенанта войск СС и полиции Хайнца Райнефарта.
3 августа 1944 г. в Варшаву вошёл 2-батальонный сводный полк под командованием оберштурмбаннфюрера войск СС Ивана Фролова (1700 человек при 4 танках Т-34/76, СУ-76 и двух 122-мм гаубицах),сформированный из полицейских, казаков и добровольцев из состава Штурмовой бригады войск СС РОНА.
Сводный полк принял активное участие в подавлении восстания в районах «Охота» и «Висла». 4 августа 1944 г. полк Фролова был брошен на штурм опорного пункта поляков в здании Табачной монополии «Редута Калишского», который обороняли около 300 человек. В этом бою полк понес первые потери — 22 убитых.
5 августа части каминцев вышли ко второму опорному пункту восставших на Охоте «Редут Вавельский», который перекрывал основные улицы: Вавельскую, Университетскую, Мяновскую. Во избежание больших потерь РОНА закрепилась на подступах опорного пункта, выслав разведгруппы для поиска обходных путей. Вскоре разведгруппы полка вступили в бой с элитной частью поляков «Кедива». Этот день стал первым днём массового исхода мирных жителей. Спасаясь от боёв, часть беженцев двинулась в центральные районы Варшавы, другая попыталась покинуть город, пройдя через линию фронта. При этом многие беженцы попали под перекрёстный огонь двух сторон, которые отказались на время прекратить огонь.
6 августа полк, наконец, получает воздушное прикрытие и подкрепление в виде бронетехники 19-й танковой дивизии. Однако все атаки на «редуты Калишский и Вавельский» захлебнулись. Единственным успехом стал захват «Института Радия», где был расположен госпиталь. В результате чего в плен к фроловцам попало 90 раненых и 80 человек медперсонала. Всех пленных отправили в лагерь Прушков в пригороде Варшавы.
7, 8 и 9 августа продолжались ожесточённые бои, в которых обе стороны несли большие потери. И только 10 августа в боях наступил перелом. Повстанцы, защищавшие «редуты Калишский и Вавельский», начали отступление.
11 августа полк Фролова, наконец, взял оба опорных пункта. 11 августа произошёл бой с последними защитниками Охоты, в котором полк потерял 2 танка Т-34. В этот день стороны пошли на временное прекращение огня, для эвакуации с поля боя своих многочисленных раненых.
13 августа сводный полк, потерявший в боях до 500 человек личного состава убитыми, ранеными, пропавшими без вести, сменила штурмовая полицейская группа «Вальтер».
С первого же дня подразделения втянулись в массовые грабежи и пьянство: громили и грабили склады и магазины, расстреливали местных жителей, просто оказавшихся в данном районе. Этим же занимались и другие соединения участвовавшие в подавления восстания с одобрения командующего 9-й армией и Генриха Гиммлера. По данным польских исследователей, жертвами стали от 15 тыс. до 30 тыс. человек. Расстрелы во дворах варшавских улиц продолжались несколько недель. Имели место многочисленные факты мародёрства, изнасилований и погромов. Членами сводного полка были также изнасилованы две немецкие девушки из организации «КДФ».
Действия бойцов Каминского вызвали возмущение вермахта и ветеранов Первой мировой войны. Командующий 9-й армией Николаус фон Форман, в зоне ответственности которого находилась Варшава, направил протест на действия бригады РОНА обергруппенфюреру Эриху фон дем Бах-Залевски, который попытался решить вопрос в рабочем порядке. Однако подчинённые Каминского отказались выполнять приказы кого бы то ни было, кроме Каминского. Каминский заявил, что его подчинённые имеют право на мародёрство, так как потеряли всё своё имущество в России.
Начальник генштаба сухопутных войск генерал-полковник Гейнц Гудериан (который ранее поддержал идею создания Локотской автономии) в своих воспоминаниях писал:
…фон дем Бах…сообщил мне о бесчинствах своих подчинённых, пресечь которые он не в состоянии. От его сообщений волосы становились дыбом, поэтому я вынужден был в тот же вечер доложить обо всём Гитлеру и требовать удаления обеих бригад [Каминского и Дирлевангера] с Восточного фронта.
О мародёрстве бригады было доложено наверх. Согласно показаниям начальника оперативного управления ОКВ Альфреда Йодля, данным на Нюрнбергском процессе, он сделал донесение Гитлеру, который лично отдал приказ о роспуске бригады. Каминский был отозван из расположения бригады.
Через несколько дней, 28 августа, Каминский был расстрелян членами действовавшей в Лицманнштадтском (Лодзинском) гетто зондеркоманды СС под командованием Ханса Ботмана. На Нюрнбергском процессе его убийство подтвердил Эрих фон дем Бах-Залевски, по его словам, его «меры заключались в расстреле по законам военного времени комбрига Каминского и его сподвижников, потому что они санкционировали дальнейшее продвижение грабежей и реквизиций». Подчинённым Каминского было сообщено, что его убили польские партизаны. По некоторым данным, убийству предшествовал формальный военно-полевой суд.

## После смерти Каминского

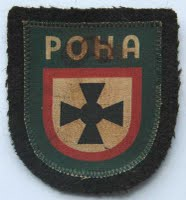
Нарукавный шеврон бойцов РОНА (реплика)

Новым командиром 29-й добровольческой пехотной дивизии СС стал немец — бригадефюрер СС, генерал-майор войск СС Кристоф Дим, а заместителем остался полковник РОНА, оберштурмбаннфюрер СС Георгий Белай. Однако к обязанностям командира Дим так и не приступил, а Белай не удержал ситуацию под контролем и самоустранился от командования. Фактически общее управление осуществлял Совет старших командиров.
Члены семей, путешествовавшие в обозе «бригады», были отделены от военного персонала и перевезены в Мекленбург и Померанию, где были поселены на правах гражданских беженцев. Часть бойцов РОНА (около 3000 человек) перебросили в Нойхаммер (Силезия), где из них был полностью сформирован 2-й пехотный полк 1-й дивизии ВС КОНР, также из каминцев практически полностью был создан Отдельный разведывательный дивизион 1-й дивизии ВС КОНР. Чуть позже ещё около 1000 бойцов РОНА будут включены в состав 2-й дивизии ВС КОНР. Отдельные группы бойцов решили продолжить борьбу на территории Белоруссии и, возможно, Брянщины. Одну из таких групп в 25-30 человек, решившую прорываться на Брянщину, возглавил член НТС Г. Е. Хомутов.
Остальной личный состав под командованием группенфюрера СС Генриха Юрса был направлен в Словакию,однако застрял в эшелонах на юге Польши . После инспекции 11 октября соединение признали небоеспособным и подлежащим расформированию.Номера: 72-й (1-й русский) и 73-й (2-й русский) добровольческие пехотные полки войск СС передали штурмовой бригаде СС Дирлевангер.. А 29-й номер дивизии СС 9 марта 1945 г. получила итальянская пехотная дивизия СС.
30—31 декабря 1946 г. Военная коллегия Верховного суда СССР приговорила к смертной казни офицеров РОНА: Мосина, Васюкова, Фролова и Захарцова, остальных — к различным срокам заключения.

## Состав
- 72-й добровольческий пехотный полк СС (1-й русский) (Waffen-Grenadier-Regiment der SS 72 (russisches Nr. 1))
- 73-й добровольческий пехотный полк СС (2-й русский) (Waffen-Grenadier-Regiment der SS 73 (russisches Nr. 2))
- 74-й добровольческий пехотный полк СС (3-й русский) (Waffen-Grenadier-Regiment der SS 74 (russisches Nr. 3))
- 29-й артиллерийский полк войск СС (1-й русский) (Waffen-Artillerie-Regiment der SS 29 (russisches Nr. 1))

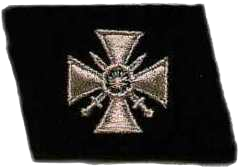
Петлица бойца дивизии СС РОНА

- 29-й стрелковый батальон СС (SS-Füsilier-Bataillon 29)
- 29-й сапёрный батальон СС (SS-Pionier-Bataillon 29)
- 29-й противотанковый артиллерийский дивизион СС (SS-Panzerjäger-Abteilung 29)
- 29-й батальон связи СС (SS-Nachrichten-Abteilung 29)
- 29-й полк обеспечения СС (SS-Versorgungs-Regiment 29)
- 29-я ветеринарная рота СС (SS-Veterinär-Kompanie 29)
- 29-я санитарная рота СС (SS-Sanitäts-Kompanie 29)
- 29-й полевой запасной батальон СС (SS-Feldersatz-Bataillon 29)

## Командование
- 17 июня 1944 — 28 августа 1944 — бригадефюрер СС Бронислав Каминский
- 28 августа 1944 — 27 сентября 1944 — бригадефюрер СС Кристоф Дим
- сентябрь-октябрь 1944 — в подчинении группенфюрера СС и генерал-лейтенанта полиции Генриха Юрса (нем. Heinrich Jürs)